# Piersiodziobe

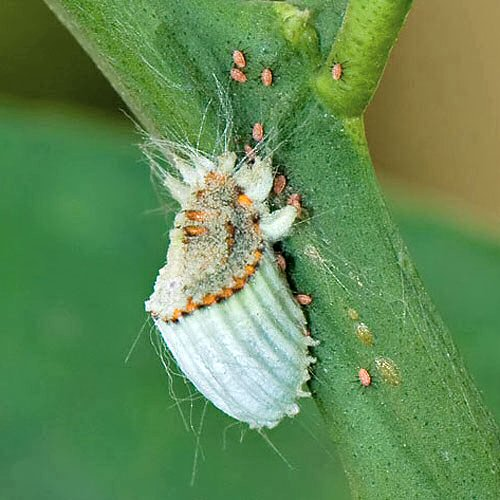
Icerya purchasi z infrarzędu czerwców

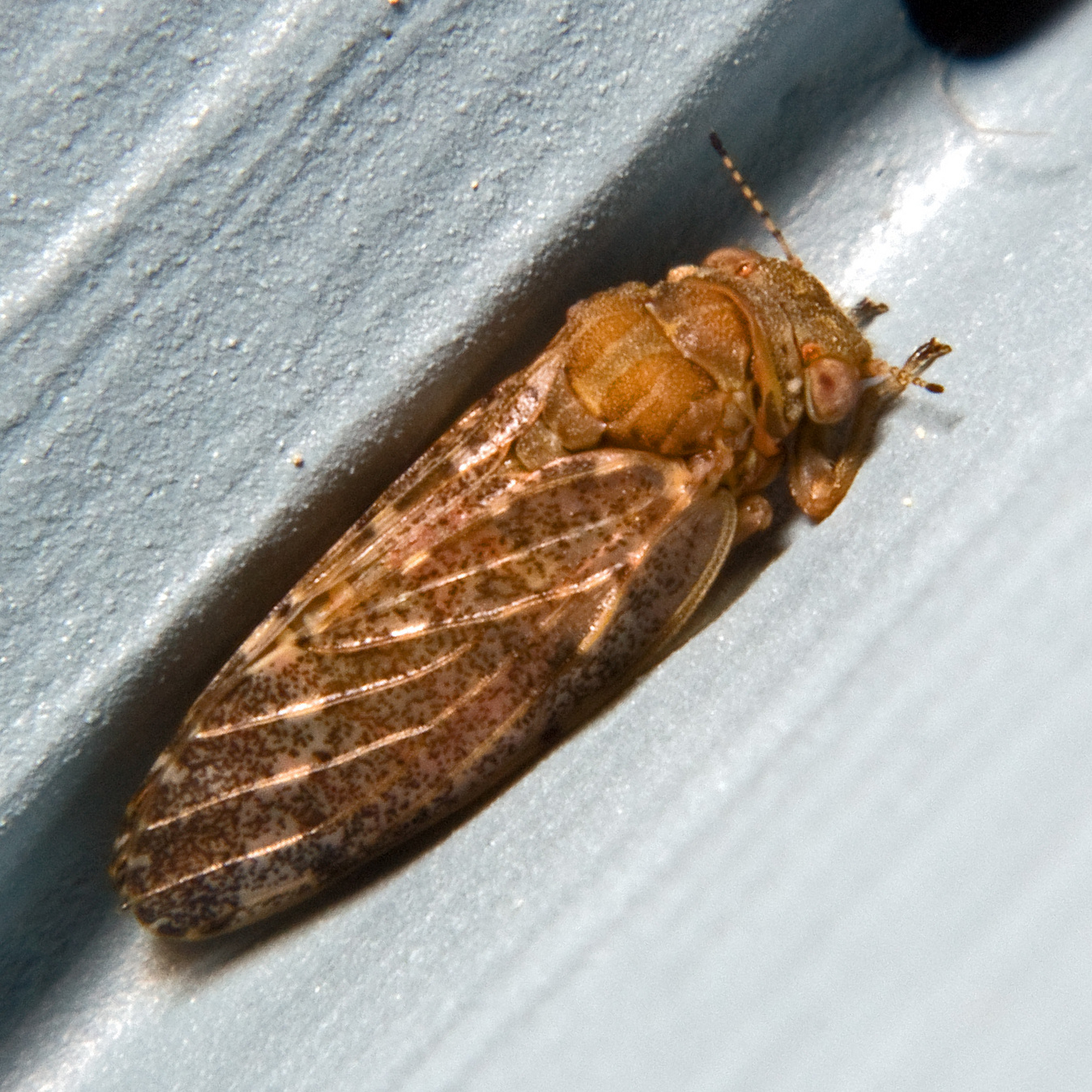
Pachysylla z infrarzędu koliszków

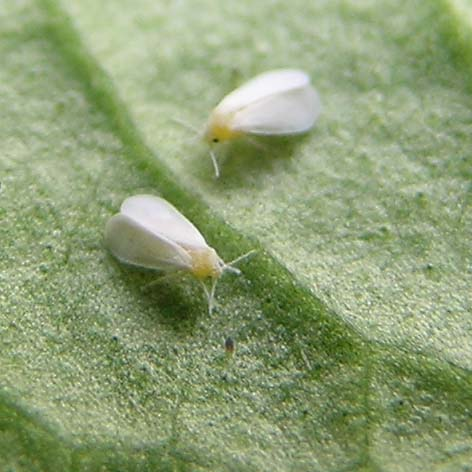
Trialeurodes vaporariorum z infrarzędu mączlików

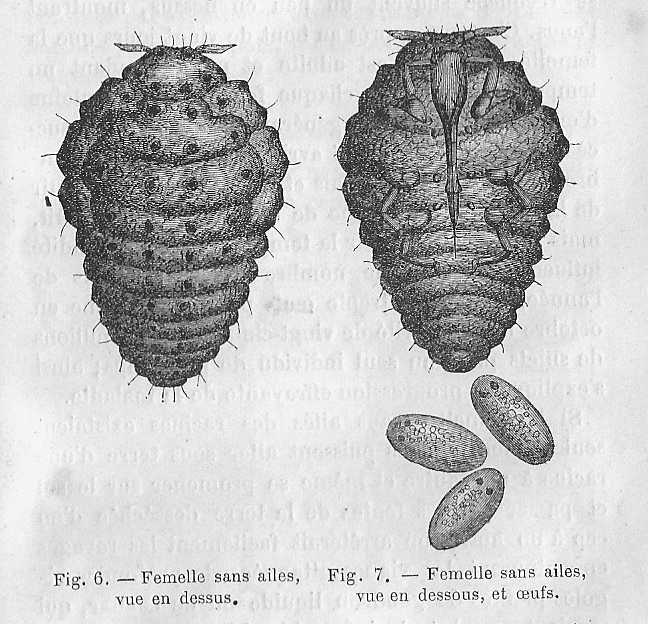
Bezskrzydła samica z rodzaju Phylloxera

Piersiodziobe (Sternorrhyncha) – podrząd pluskwiaków obejmujący około 17 000 opisanych gatunków. Wszystkie odżywiają się, ssąc soki roślin. Wiele gatunków to groźne szkodniki o dużym znaczeniu gospodarczym. Niewielkie. Występują formy bezskrzydłe, a nawet beznogie czy o workowatym, pozbawionym tagmatyzacji ciele. W tej grupie spotyka się cykl życiowy z przemianą pokoleń, partenogenezą i zmianą roślin żywicielskich. Obok przeobrażenia niezupełnego występuje też przeobrażenie z jednym lub dwoma stadiami spoczynkowymi. Rozsiedlone na całym świecie.

## Opis
Pluskwiaki o ciele delikatnym, słabo zesklerotyzowanym, niewielkim (zwykle 2 do 5 mm). Ciało najczęściej podzielone na głowę, tułów i odwłok, jednak występują również formy o zlanych tagmach i ciele jednolitym, kształtu wydłużonego, owalnego lub półkulistego worka, przykrytym z wierzchu tarczkowatymi osłonkami. Piersiodziobe wyróżniają się opistognatycznym ustawieniem głowy, w wyniku którego kłujka skierowana jest ku tyłowi, a jej nasada położona między lub za biodrami odnóży przednich. Do cechy tej nawiązuje polska i łacińska nazwa tej grupy. Obie pary skrzydeł błoniaste, mogą być zredukowane lub wcale nie występować. Odnóża o stopach najwyżej dwuczłonowych, mogą jednak być uwstecznione lub całkowicie zanikać. Wiele gatunków posiada gruczoły woskowe bądź żywiczne.

## Biologia i ekologia
Piersiodziobe są fitofagami ssącymi, zwykle ściśle związanymi z roślinami żywicielskimi. Określane są jako ektopasożyty roślin. Żerują wkłuwając się do łyka lub wnętrza komórek roślinnych.
Mimo przynależności do Hemimetabola spotkać można w tej grupie, obok przeobrażenia niezupełnego, również przeobrażenie z występowaniem stadium spoczynkowego. U samców czerwców są to przedpoczwarka i poczwarka, a u mączlików puparium osłonięte kokonem rzekomym (według innych autorów puparium to również stadium spoczynkowe czerwców).
Cykl rozwojowy w tej grupie może być bardzo złożony. Spotyka się przemianę pokoleń z partenogenezą i zmianą roślin żywicielskich, a także dymorfizm w sposobie przeobrażenia między płciami.

## Rozprzestrzenienie
Takson kosmopolityczny. Spośród około 17 000 opisanych dotąd gatunków, 2250 znanych jest z Europy, a mniej więcej 1000 z Polski.

## Systematyka
Dawniej należące tu gatunki klasyfikowano w podrzędzie lub rzędzie pluskwiaków równoskrzydłych, jednak takson ten okazał się parafiletycznym. W związku z tym wyróżniono podrząd piersiodziobych (Sternorrhyncha). Piersiodziobe stanowią grupę siostrzaną dla wszystkich pozostałych pluskwiaków, tworzących klad Euhemiptera.
Same piersiodziobe są natomiast taksonem monofiletycznym złożonym z 4 głównych grup. Według badań z zakresu anatomii przewodu pokarmowego przeprowadzonych przez Goodchilda w 1966 mszyce (Aphidoidea) stanowią grupę siostrzaną dla pozostałych piersiodziobych, wśród których czerwce (Coccoidea) stanowią grupę siostrzaną dla kladu obejmującego koliszki (Psylloidea) i mączliki (Aleyrodoidea). Z kolei wyniki badań męskich genitaliów przeprowadzonych przez Schleego w 1969 wskazywały na istnienie dwóch grup siostrzanych. Pierwszą, złożoną z koliszków i mączlików, nazwał on Psylliformes, a drugą, złożoną z czerwców i mszyc, nazwał Aphidiformes. Natomiast wyniki niektórych innych badań, jak np. Campbella z 1994 i 1995 roku, wskazują na koliszki (Psylloidea) jako grupę siostrzaną pozostałych piersiodziobych. Jak dotąd brak konsensusu co do wyglądu drzewa rodowego piersiodziobych.
W ramach podrzędu piersiodziobych wyróżnia się 4 infrarzędy:
- Aleyrydomorpha – mączliki
- Aphidomorpha – mszyce
- Coccinea – czerwce
- Psylliformes – koliszki

Innym systemem jest podział na 5 nadrodzin z pominięciem rangi infrarzędu zastosowany w ITIS:
- Adelgoidea[1] lub Phylloxeroidea[9]
- Aleyrodoidea – mączliki
- Aphidoidea – mszyce
- Coccoidea – czerwce
- Psylloidea – miodówki, koliszki

W podziale na cztery infrarzędy obecna jest zarówno nadrodzina Adelgoidea (obejmująca 3 rodziny), jak i nadrodzina Phylloxeroidea (obejmująca 1 rodzinę). Obie należą do infrarzędu Aphidomorpha.

## Znaczenie gospodarcze
Do piersiodziobych należy wiele groźnych szkodników roślin o dużym znaczeniu gospodarczym. Gatunki te szkodzą roślinom zarówno bezpośrednio, jak i pośrednio. Bezpośrednio przez picie soków, wprowadzanie ze śliną trucizn, mechaniczne uszkadzanie tkanek roślinnych oraz zatykanie aparatów szparkowych wydzielaną spadzią. Szkodzenie pośrednie odbywa się przez roznoszenie chorób wirusowych roślin. Ponadto spadź stanowi podłoże dla rozwoju grzybów.